# Joachim Fuetsch
Joachim Joseph Fuetsch (* 11. August 1766 in Salzburg; † 4. Mai 1852 ebenda) war ein österreichischer Komponist und Cellist.

## Leben
Joachim Fuetsch erhielt elementaren Gesangsunterricht bei Jacob Freistädler an der städtischen Pfarrkirche. 1775 wurde er in die Domsingschule aufgenommen, wo er bis 1784 als Sängerknabe blieb. Er erhielt in dieser Zeit Unterricht von Leopold Mozart, Luigi Gatti (Generalbaß) und Michael Haydn (Komposition).
Danach war Fuetsch Violoncellist, Komponist und „Kammermusikus“ am Salzburger Hof, auf erzbischöfliche Order bildete er sich ein Jahr in Verona bei dem Cellisten Luigi Zardonati weiter. Von 1817 bis etwa 1835 war Joachim Fuetsch Domkapellmeister und Gesangslehrer am Domkapellhaus, wo Carl Santner zu seinen Schülern gehörte. Fuetsch komponierte mehrere Konzerte, Sonaten und Übungsstücke für Cello, die aber nicht gedruckt wurden. Veröffentlicht wurden lediglich einige drei- bis vierstimmige Stücke für Männerchor.
Fuetsch verdoppelte in der Neufassung von 1822, das ursprünglich von dem Musiker und Hofkopisten Joseph Richard Estlinger (1720–1791) zwischen 1782 und 1791 verfasste Inventar der Salzburger Hofmusik, den Catalogis Musicalis in Ecclesia Metropolitana (häufig fälschlich als Gatti-Katalog bezeichnet). Fuetsch war das verbindende Glied zwischen der alten Salzburger Hofmusik einerseits und der Zeit des Dommusikvereins, sowie des Mozarteums.